# Teheuroa
Teheuroa ou Rere-ao Te-hau-roa-ari'i (1830-1884) foi a rainha de Raiatea de 1881 á 1884. 

## Biografia
Taheuroa foi filha do rei Tahitoe e sua consorte Metua'aroa. Seu avô era Hihipa Tahitoe era filho de  Vete'a-ra'i U'uru, chefe de Opoa, neto de Tamatoa II, fundador da Casa de Tamatoa e do reino de Raiatea. Ela era homônima de sua avó Rere-ao, esposa de Hihipa Tahitoe, que era filha da Rainha Maevarua de Bora Bora e irmã do Rei Tapoa I de Tahaa e Bora Bora. 
Seu pai subiu ao trono após a deposição do impopular rei Tamatoa V em 1871, sendo ela a filha mais velha, foi nomeada princesa herdeira. Seu pai foi também deposto em 1881 por revoltosos raiateanos por ter transformado o país em um protetorado francês. Posteriormente ela foi eleita rainha por um conselho de doze chefes. Sua coroação foi cristã e foi realizada pelo reverendo Albert Pearse em uma igreja de Uturoa. 
Em 1º de outubro de 1882, ela proibiu a venda de álcool de seu reino, com exceção de usos religiosos ou terapêuticos.  Outra ação de seu reinado foi a revisão do código de leis do Reino. Esta versão intitulada Código de Tehauroa (1884) foi a última revisão do código de direito constitucional; proibiu a venda de terras, permitida até aquele ponto, e fez do protestantismo a única religião autorizada. Essas mudanças foram decretadas para conter a influência da França, que já havia declarado Raiatea um protetorado francês durante o reinado de seu pai.  Em 1881, ela tentou sem sucesso alistar a proteção dos britânicos para restaurar a independência de Raiatea de acordo com a Convenção de Jarnac de 1847.
Permanecendo solteira, Tehauroa morreu em 18 de março de 1884 após uma curta doença. Uma guerra civil quase estourou entre dois pretendentes ao trono. Para evitar a intervenção francesa, uma prima de linha feminina da falecida rainha, o igualmente piedoso.  Príncipe Ari'imate Teururai de Huahine, foi convidado a subir ao trono como Tamatoa VI . Isso efetivamente acabou com o governo da Dinastia Tamatoa.  Sua irmã mais nova mais tarde sucedeu como Tuarii de 1888 a 1897 sob um governo rebelde. 